# Walter de Braose
Walter de Braose (* um 1206; † vor 14. Januar 1234) war ein anglonormannischer Adliger.

## Herkunft und Jugend
Walter entstammte der anglonormannischen Familie Braose. Er war ein jüngerer Sohn von William de Braose, dem ältesten Sohn von William de Braose, 4. Baron of Bramber, und dessen Frau Maud de Clare.
Nach dem Sturz seines Großvaters geriet er zusammen mit seinem Vater und seinen Brüdern 1210 in die Gefangenschaft des englischen Königs Johann. Während sein Vater und seine Großmutter in der Gefangenschaft des Königs starben, wurden die Kinder am Leben gelassen. Nach widersprüchlichen Angaben wurden die Brüder in Corfe oder Windsor Castle gefangen gehalten, bis sie 1218 endgültig freikamen. Im Juni 1223 heiratete Walter Hawise de Londres, die Erbin von Kidwelly, einer Herrschaft in den Welsh Marches. Im Namen seiner Frau wurde Braose damit Lord of Kidwelly, doch die anglonormannische Herrschaft über die Baronie war nicht gefestigt. Während des Englisch-Walisischen Kriegs von 1231 bis 1234 wurde Kidwelly Castle 1231 von den Walisern erobert. Während des Krieges diente Braose 1233 als Constable des königlichen Carmarthen Castle. Er fiel 1233 oder 1234, spätestens vor dem 14. Januar 1234 im Kampf gegen die Waliser.
Seine Ehe mit Hawise war kinderlos geblieben, nach seinem Tod heiratete Hawise Henry de Turberville.